# گوهرمرغ‌های سرخ
گوهرمرغ‌های سرخ (نام علمی: Phoenicircus) نام یک سرده از تیره گوهرمرغان است.